# Philip L. Parslow
Philip „Phil“ Leo Parslow (* 2. August 1936 in Los Angeles County, Kalifornien; † 29. Juli 2003 in Sherman Oaks, Los Angeles) war ein US-amerikanischer American-Football-Spieler und Filmproduzent.

## Leben
Philip Leo Parslow spielte Ende der 1950er Jahre an der University of California, Los Angeles Football. Verletzungsbedingt beendete er seine Karriere und absolvierte das zuvor frisch ins Leben gerufene Regieassistenzprogramm der Directors Guild of America. Zum ersten Mal assistierte er 1967 in der Filmkomödie Rosie! dem Regisseur David Lowell Rich, bevor er 1971 mit dem Westerndrama Der Cowboy zum ersten Mal in der Produktionsleitung arbeitete und ab 1973 mit dem Filmdrama Zeit der Prüfungen vollständig in die Produktion wechselte. Ab den 1980er Jahren produzierte Parslow neben Serien wie Der Denver-Clan und Falcon Crest auch Fernsehfilme wie Ein Zuhause für Joey, Philadelphia Gang und Der geschlagene Mann.
Am 29. Juli 2003 verstarb Parslow an den Folgen eines Herzinfarkts.

## Filmografie (Auswahl)
- 1973: Zeit der Prüfungen (The Paper Chase)
- 1974: Familiengeheimnisse (The Underground Man)
- 1975: Der Rächer von Kalifornien (The Master Gunfighter)
- 1978: Ein Feind des Volkes (An Enemy of the People)
- 1981: Der Denver-Clan (Dynasty, Fernsehserie, 13 Folgen)
- 1983: Am Ende des Weges (Right of Way)
- 1987: Blutige Hände (Murder Ordained)
- 1987: Ein Zuhause für Joey (The Father Clements Story)
- 1988–1990: Falcon Crest (Fernsehserie, 44 Folgen)
- 1988: Philadelphia Gang (Crossing the Mob)
- 1993: Als Baby entführt (There Was a Little Boy)
- 1993: Der geschlagene Mann (Men Don't Tell)
- 1994: Ich kämpfe um mein Kind (Because Mommy Works)
- 1994: The Innocent – Jagd auf ein unschuldiges Kind (The Innocent)
- 1995–1996: Der Klient (The Client, Fernsehserie, 20 Folgen)